# Dredd - La legge sono io
Dredd - La legge sono io (Judge Dredd) è un film del 1995 diretto da Danny Cannon, tratto dall'omonimo personaggio dei fumetti ideato nel 1977 da John Wagner e Carlos Ezquerra, con protagonisti Sylvester Stallone, Rob Schneider, Diane Lane e Armand Assante.

## Trama
In un'epoca futura il clima e l'ambiente cambiano bruscamente per gli effetti dei bombardamenti di una guerra nucleare e buona parte del pianeta si trasforma in un lugubre e sperduto deserto denominato "Terra Maledetta". La maggior parte dei pochi abitanti sopravvissuti si ammassa in alcune gigantesche megalopoli, dove vengono instaurate delle società violente e corrotte; una di queste è Megacity, sorta dove un tempo sorgeva l'antica città di New York.
La legge degli uomini, ormai non più efficace nel debellare il crimine, viene quindi sostituita da una nuova e violenta organizzazione di controllo e d'ordine, i cui rappresentati sono i cosiddetti "Giudici", che hanno molto potere: infatti, oltre a catturare coloro che si sono macchiati di crimini, possono giudicarli, condannarli ed eseguire le condanne stesse. Il "Giudice", secondo questa concezione, è una sorta di poliziotto-giurato-giudice-giustiziere, tutto in un'unica e sola persona.
Nella città di Megacity Joseph Dredd, il "Giudice" più freddo e spietato, per il quale rispettare la legge è tutto ciò che conta, affronta diversi criminali e rinchiude in galera Herman Ferguson, detto "Fergy", un fanatico esperto di informatica appena uscito di prigione, solo per avere sabotato un robot per nascondersi da uno scontro a fuoco.
Nel frattempo un assassino psicopatico, l'ex-Giudice Rico, riesce assassinando il direttore di prigione Miller a evadere dal penitenziario di Aspen; arrivato a Megacity si reca in un negozio di armi e recupera un'uniforme e una pistola d'ordinanza dei Giudici, arma denominata "Legislatore". Immediatamente dopo Rico uccide il proprietario del negozio e trova un robot ABC, una macchina gigantesca dalle sembianze vagamente umane, che riattiva e che ri-programma vocalmente come sua guardia del corpo.
Ritenendo che i metodi usati dai Giudici di strada siano brutali ed eccessivamente oppressivi, ma che allo stesso tempo siano avallati da persone molto più in alto dei semplici Giudici di strada (e appartenenti al Consiglio Supremo dei Giudici), il noto giornalista e cronista televisivo Vartis Hammond vuole denunciare i suoi sospetti in una trasmissione televisiva. Tuttavia, prima di poterlo fare, l'uomo e la moglie Lily vengono assassinati senza pietà da un Giudice in uniforme, che in apparenza sembra essere Dredd, in quanto porta il distintivo con il suo nome.
Dredd finisce sotto processo e viene protetto dal Giudice Hershey, l'unica che ha provato a essergli amica; la donna dimostra che uniforme e distintivo possono essere falsi, ma si scopre che le pallottole estratte dai corpi dei malcapitati ammazzati sono marcate inequivocabilmente con il DNA di Dredd. Dredd viene quindi arrestato per omicidio e condannato alla pena di morte, mutata poi in ergastolo grazie alle dimissioni del giudice Fargo, che abbandona la carica di Capo della Corte Suprema in cambio della grazia di Dredd.
Intanto Griffin, il nuovo Capo della Corte Suprema (che aveva consigliato a Fargo di dimettersi per salvare la vita a Dredd, ma in realtà per prenderne il posto), si incontra con Rico a cui rivela di essere il responsabile della sua evasione e gli ordina di creare il caos più assoluto in tutta Megacity, al fine di convincere il Consiglio dei Giudici a riattivare il progetto "Giano", un esperimento genetico di clonazione per creare il "Giudice perfetto". Hershey per cercare prove per aiutare Dredd fruga nel suo armadietto e trova due foto, una dell'uomo con un altro Giudice (l'amico che le raccontò di aver condannato) e una di lui infante con i genitori.
Mentre Dredd viene deportato ad Aspen su di un aereo da trasporto prigionieri, si ritrova seduto a fianco di Fergy, il ladruncolo da lui sommariamente arrestato. L'aereo viene individuato da alcuni razziatori solitari della "Terra Maledetta", gli "Angeli"; uno di loro lo abbatte con un lanciarazzi e l'aereo si schianta nel deserto. Dredd e Fergy vengono catturati e fatti prigionieri dagli "Angeli", che si rivelano anche essere dei cannibali. Dredd riesce a liberarsi e a uccidere alcuni "Angeli". Intanto intervengono altri Giudici recatisi nel luogo dell'incidente; essi hanno ricevuto l'ordine diretto da Griffin di eliminare tutti i carcerati coinvolti nell'incidente aereo, ma Dredd riesce ad ammazzarli per primo.
Un Giudice sopravvissuto è sul punto di uccidere Dredd, quando viene colpito dall'ex Capo-Giudice Fargo comparso improvvisamente; l'anziano Giudice è riuscito a salvare la vita di Dredd, ma viene immediatamente accoltellato mortalmente alle spalle da uno dei fratelli "Angeli" rimasto in vita, che Dredd uccide prontamente. Hershey si reca dal cadetto esperto informatico Olmeyer e scopre che ha analizzato per sbaglio la foto del Dredd bambino, ma ha scoperto che è falsa, rivelando che il piccolo non è con i genitori all'aperto ma in laboratorio.
In punto di morte Fargo decide di svelare la verità a Dredd, raccontandogli del progetto "Giano", cominciato quarant'anni prima. Dredd apprende così di essere lui stesso frutto di un esperimento genetico di clonazione, ottenuto dall'elaborazione del DNA di diversi Giudici tra cui lo stesso Fargo, al fine di creare il "Giudice perfetto", migliorandone le qualità e cancellandone i difetti. Dredd apprende di avere anche un fratello, in quanto nell'esperimento vennero creati due bambini. A entrambi, per anni, furono raccontate storie fasulle sulle loro famiglie, in realtà mai esistite.
Il fratello è proprio Rico, il quale in passato era il migliore amico, ma il suo DNA mutò, poi, inspiegabilmente e ciò lo rese un pazzo criminale. Rico, in seguito a tale fatto, cominciò a sterminare persone innocenti, e dunque Dredd, dopo averlo catturato, lo condannò a passare il resto della sua vita nel penitenziario di Aspen. Dredd comprende quindi che il vero assassino di Hammond è Rico, in quanto i due possiedono lo stesso DNA. A sua volta Fargo, prima di spirare, comprende che Griffin è in combutta con Rico, e per questo motivo chiede a Dredd di fermarli entrambi.
Nel frattempo Rico fa uccidere la maggior parte di Giudici di Megacity. Vengono uccisi 148 giudici in due soli giorni. In seguito a questi eventi il Giudice-Presidente Griffin riesce a convincere il Consiglio Supremo dei Giudici a riaprire il controverso progetto "Giano", con la scusa ufficiale di rimpiazzare rapidamente i Giudici di strada uccisi negli attentati con dei cloni. Successivamente i Giudici del Consiglio, dopo un'iniziale collaborazione con Griffin, si rifiutano con fermezza di appoggiarlo. Allora Griffin convoca immediatamente Rico, il quale stermina in pochi istanti i Giudici McGruder, Esposito e Silver.
Intanto Dredd e Fergy giungono, dal deserto, alle mura esterne di Megacity. Riescono a penetrare le mura passando attraverso una delle condotte di scarico dell'inceneritore della città; nuovamente all'interno della città i due giungono alla sala del Consiglio dove è stato riaperto il progetto "Giano", e dove Dredd rivede l'ex-amico Rico, che fugge dopo avere appena ucciso il Consiglio. Griffin blocca Dredd, il quale tenta di convincere il Giudice-Presidente ad arrendersi, ma questo si ferisce da solo a un braccio e richiama un gruppo di altri Giudici e ordina loro di fermare Dredd e Fergy, accusandoli di essere stati gli autori del massacro.
Dredd e Fergy riescono a fuggire su di una moto volante e, dopo un lungo inseguimento, con alle calcagna altri Giudici sulle loro moto volanti, si recano alla casa della Giudice Hershey. Raccontandole del progetto "Giano" Dredd convince Hershey a recarsi, insieme a lui e a Fergy, alla Statua della Libertà, ove è situato il laboratorio genetico del progetto "Giano" e dov'è custodito il computer principale responsabile del funzionamento del progetto stesso.
Nel laboratorio genetico Rico decide di sostituire il DNA originale, preposto allo sviluppo dei cloni, con il suo DNA mutato; Griffin tenta di ostacolare il folle gesto, ma viene preso dal robot-guardia e ucciso. Arrivati Dredd, Hershey e Fergy, questi ultimi vengono subito attaccati dal robot-guardia; quest'ultimo cattura Hershey e spara, ferendo lievemente Fergy. All'improvviso interviene Rico che intima a Dredd di gettare la sua arma pena la morte di Hershey, lo conduce nel laboratorio dove cerca di portarlo dalla sua parte rivelandogli il suo piano per Megacity, creare cloni liberamente pensanti controllati da loro, al contempo Rico si confronta con Dredd riguardo ai loro trascorsi.
Dredd rifiuta l'offerta del suo ex-amico e di risposta Rico fa entrare il suo robot-guardia per uccidere Hershey sotto gli occhi di Dredd ma cambia idea e ordina al suo robot di uccidere Dredd. Mentre tenta di ammazzare Dredd il robot-guardia viene assalito alle spalle da Fergy che gli stacca alcuni cavi di controllo importanti dal suo collo robotico, mettendolo fuori uso.
Dredd insegue Rico fino alla cima della testa della Statua della Libertà; alla fine di un'aspra lotta tra i due Dredd riesce a fare precipitare Rico giù dalla statua uccidendolo, ma rimane a malapena appeso con un braccio al bordo dell'apertura della testa della statua stessa. Ilsa Hayden, collaboratrice di Rico, tenta così di ucciderlo, ma viene fermata giusto in tempo da Hershey.
Alla fine Dredd, Hershey e Fergy vengono a conoscenza del fatto che la Centrale dei Giudici ha diffuso notizie e particolari sul progetto "Giano", su chi era coinvolto e su come si sono svolti veramente i fatti, cosa che convince la città e tutti i Giudici superstiti dell'innocenza di Dredd, grazie anche a Olmeyer. I Giudici rimanenti richiedono a Dredd stesso di divenire il nuovo Giudice-Presidente della Corte Suprema di un Consiglio dei Giudici ricostituito, ma Dredd rifiuta affermando di essere un semplice "Giudice di strada".

## Produzione
Le riprese vennero realizzate in Islanda a Öræfi e negli Shepperton Studios di Shepperton nel Surrey, in Inghilterra.

## Distribuzione home video in Italia
La versione italiana del blu-ray della pellicola è stata prodotta dalla CG Entertainment nel gennaio 2017 tramite una campagna crowdfunding. I nomi dei primi 300 acquirenti che hanno contribuito al progetto sono stati incisi nel cartonato dell'edizione home video, ricevendo la stessa in edizione numerata.

## Riconoscimenti
- 1995 - Sci-Fi Universe Magazine
  - Miglior regista per un film di fantascienza a Danny Cannon
- 1996 - Saturn Award
  - Candidatura per il miglior film di fantascienza
  - Candidatura per il miglior trucco
  - Candidatura per i migliori effetti speciali
  - Candidatura per i migliori costumi

## Reboot
Nel 2012 è stato distribuito un reboot del personaggio Dredd, dal titolo Dredd - Il giudice dell'apocalisse (Dredd), con protagonista l'attore Karl Urban.